# Salamon zsoltárai
Salamon zsoltárai, rövidítve SalZsolt alatt 18 darab ószövetségi apokrif zsoltárszerű írást tartanak nyilván. Az énekek központi gondolata a messiási eszme. A Messiást politikai vezérként mutatják be, aki bosszút fog állni a zsidók ellenségein, és örökké tartó uralmat, boldogságot biztosít számukra.
Mivel a mű utalásokat tartalmaz az utolsó Hasmoneusokra, Pompeiusra és Nagy Heródesre, feltehetően Kr. e. 63 és Kr. e. 30 között keletkezhetett, Palesztinában. Úgy vélik, hogy az ismeretlen szerző – Salamon zsidó király nevét használva – valójában egy jeruzsálemi zsidó pap volt. Az énekek héber vagy arám nyelven keletkezhettek, de csak görög és szír fordításban maradtak fenn.

## Magyarul
- Szabó Xavér: Salamon zsoltárai, L'Harmattan Kiadó, Budapest, 2009, ISBN 978-963-88356-1-1, 161 p